# アニメ星人
『アニメ星人』（アニメせいじん）は、2009年7月4日から2010年9月25日までチバテレビで、毎週土曜日26時05分 - 35分に放送していたアニメ・声優系の情報番組。チバテレビでアニメ・声優系の情報番組が放送されるのは『アニメ天国』（チバテレビでは途中で打ち切られた）以来4年3ヵ月ぶりのことだった。

## 概要
未曾有の不況に陥ったアニメ星から出稼ぎで地球にやって来たアニメ星人・MAKOが、大好きな地球のアニメ作品を紹介するという設定だった。
2010年9月25日をもって放送が終了し、同年10月2日より金曜日24時30分 - 24時45分に移動の上、『アニメ星人 ときめきレシピ』にリニューアルされた。

## 出演者
- MC：MAKO
- オススメ!アニメみゅーじっく!!：池田彩（C-ZONE）
- 古坂大魔王の閻魔帳：古坂大魔王（#1 - #12）
- 腐密基地：喜屋武ちあき、乾曜子（#14 - #39）

## 放送終了時点での主なコーナー
ゲストコーナー
主にチバテレビで放送されるアニメの番宣で、声優やアーティストが出演。2話構成で1話目でアニメの紹介、2話目でプライベートのトークを行った。
| ゲスト名           | 放送日                        | 放送回        | 紹介アニメ                                                  |
| ------------------ | ----------------------------- | ------------- | ----------------------------------------------------------- |
| 井上麻里奈         | 2009年7月25日 2009年8月1日    | 第4回 第5回   | 懺・さよなら絶望先生                                        |
| 小清水亜美         | 2009年8月8日 2009年8月15日    | 第6回 第7回   | 宙のまにまに                                                |
| 名塚佳織           | 2009年8月29日 2009年9月5日    | 第9回 第10回  | GA 芸術科アートデザインクラス                               |
| 日笠陽子           | 2009年9月12日 2009年9月19日   | 第11回 第12回 | アスラクライン2                                             |
| 川澄綾子           | 2009年10月3日 2009年10月10日  | 第14回 第15回 | クイーンズブレイド 玉座を継ぐ者                             |
| 早見沙織           | 2009年10月17日 2009年10月24日 | 第16回 第17回 | そらのおとしもの                                            |
| 福原香織           | 2009年10月31日 2009年11月7日  | 第18回 第19回 | ファイト一発! 充電ちゃん!!                                  |
| 佐藤利奈           | 2009年11月14日 2009年11月21日 | 第20回 第21回 | とある科学の超電磁砲                                        |
| 新名彩乃・吉田聖子 | 2009年11月28日 2009年12月5日  | 第22回 第23回 | うみねこのなく頃に                                          |
| 藤村歩             | 2009年12月12日 2009年12月19日 | 第24回 第25回 | 聖剣の刀鍛冶                                                |
| ELISA              | 2010年1月2日 2010年1月9日     | 第27回 第28回 | とある科学の超電磁砲                                        |
| 野水伊織           | 2010年1月16日 2010年1月23日   | 第29回 第30回 | おまもりひまり                                              |
| 中野愛子・hibiku   | 2010年2月6日 2010年2月13日    | 第32回 第33回 | ダンス イン ザ ヴァンパイアバンド                           |
| ケロロ軍曹         | 2010年2月20日 2010年2月27日   | 第34回 第35回 | 超劇場版ケロロ軍曹 誕生!究極ケロロ 奇跡の時空島であります!! |
| 内山昂輝           | 2010年3月6日 2010年3月13日    | 第36回 第37回 | 機動戦士ガンダムUC                                          |
| 木村良平           | 2010年3月20日 2010年3月27日   | 第38回 第39回 | 東のエデン 劇場版II Paradise Lost                           |
| 三瓶由布子         | 2010年4月3日 2010年4月10日    | 第40回 第41回 | 聖痕のクェイサー                                            |
| 榎本温子           | 2010年4月17日 2010年4月24日   | 第42回 第43回 | 機動天使エンジェリックレイヤー                              |
| 伊藤静             | 2010年5月1日 2010年5月8日     | 第44回 第45回 | いちばんうしろの大魔王                                      |
| 橘田いずみ・岩崎愛 | 2010年5月15日 2010年5月22日   | 第46回 第47回 | B型H系                                                      |
| 浅野真澄           | 2010年6月5日 2010年6月12日    | 第49回 第50回 | 一騎当千 XTREME XECUTOR                                     |
| 野島健児           | 2010年6月19日 2010年6月26日   | 第51回 第52回 | なし                                                        |
| YU（Crush Tears）  | 2010年7月3日 2010年7月10日    | 第53回 第54回 | なし                                                        |
| 入野自由           | 2010年7月17日 2010年7月24日   | 第55回 第56回 | オオカミさんと七人の仲間たち                                |
| 田村睦心           | 2010年7月31日 2010年8月7日    | 第57回 第58回 | あそびにいくヨ!                                             |
| 飛蘭               | 2010年8月14日 2010年8月21日   | 第59回 第60回 | なし                                                        |
| azusa              | 2010年8月28日 2010年9月4日    | 第61回 第62回 | アマガミSS                                                  |
| 野川さくら         | 2010年9月11日 2010年9月18日   | 第63回 第64回 | ストライクウィッチーズ2                                     |

MAKOにクエスチョン
視聴者からのメールを読むコーナー。MAKO部に入部希望者はここから届出する。
SPECIAL
制作プロダクションへの取材やアニメ関連のイベントを特集する。
プロダクションリード（#1・#2） - イラストレーターのことぶきつかさが『NG騎士ラムネ&40』のイラストを描いた。
サテライト（#3・#4） - 取締役の河森正治と、『バスカッシュ!』の美術監督ロマン・トマをインタビュー。
Production I.G（#6・#7・#8） - 映画『ホッタラケの島』演出塩谷直義、映画『テイルズ オブ ヴェスペリア 〜 The First Strike 〜』プロデューサー寺川英和、監督亀井幹太のインタビュー。
Animelo Summer Live 2009 -RE:BRIDGE-（#11・#12・#13） - ライブダイジェストとコメント。
（#11）
『spiral』 angela
『WONDER MOMO-i 〜World tour version〜』 桃井はるこ
『tRANCE』 GRANRODEO
『Discovery』 宮野真守（ダンス、コメント有）
『悦楽カメリア』 水樹奈々
（#12）
『Super Driver』 平野綾
『魂のルフラン』 飛蘭+奥井雅美
『mind as Judgment』 飛蘭（コメント有）
『ミラクル・アッパーWL』 May'n+奥井雅美（May'nコメント有）
『RE:BRIDGE〜Return to oneself〜』
（#13）
『Paradise Lost』 茅原実里
『舞い落ちる雪のように』 Suara
『Free and Dream』 Suara（コメント有）
『SKILL』 JAM Project
新作アニメ特集（#14・15） - 主にチバテレビでネットしている2009年10月クールのアニメを紹介した。
オススメ!アニメみゅーじっく!!
C-ZONEの池田彩が毎週オススメのアニソンや、声優のPVを紹介するコーナー。
今日の萌え〜な一言（エンディング）
MAKOに視聴者から寄せられた萌え〜な一言を言ってもらうコーナー。

## 歴代のコーナー
MAKO部（#1 - #8）
MAKOが毎週異なるテーマの声出しに挑戦した。
古坂大魔王の閻魔帳（#1 - #12）
古坂がアニメに関する知識をMAKOに披露。コーナー内や終わりにアニメのプロモーション映像が流れた。チバテレビを中心に放送するUHFアニメが多かった。
紹介作品
第1回 - 『ティアーズ・トゥ・ティアラ』、『狼と香辛料II』、『07-GHOST』
第2回 - 『うみねこのなく頃に』
第3回 - 『戦場のヴァルキュリア』、『プリンセスラバー!』
第5回 - 『空の境界』、『ホッタラケの島 〜遥と魔法の鏡〜』、『シャングリ・ラ』
第6回 - 『化物語』
第10回 - 『CANAAN』
MINI ANIME（#1 - #12）
『魔法のプリンセス ミンキーモモ（第1作）』のダイジェスト版を放映。
腐密基地（#14 - #39）
中野腐女子シスターズの喜屋武ちあき、乾曜子によるトークコーナー。
エンディング
『新世紀エヴァンゲリオン』のパロディで予告編、最後は『サザエさん』のパロディでジャンケンをする。

## 新春SP企画
2010年1月30日には、新春スペシャル企画として、青二プロダクション所属の緑川光、置鮎龍太郎、野島健児、三浦祥朗の4人が協力して料理に挑戦する『男性声優 ときめきレシピ』が放送された。この特別企画は、後継番組でもある『アニメ星人 ときめきレシピ』の前身にあたる。
この回の放送に特典映像を追加したDVDが2010年7月21日にポニーキャニオンより発売された。DVD発売に先駆けて、2010年6月19日と6月26日放送回ではDVDに出演している野島健児が宣伝も兼ねてゲスト出演した。

## エンディング曲
関連会社であるユニオンミュージックジャパンの所属アーティストが担当することが多かった。
- MANA meets Blue Bajou 「HIKARI」 （#1 - #13）
- C-ZONE
  - 週変わりアニソンコーナー （#14 - #21）
  - 「Snow breeze」 （#22 - #35）
  - 「SUMMER☆PARTY」 （#49 - #61）
- Ri-Sa.J 「Why U...」 （#36 - #42）
- 菅崎あみ 「ニコニコダンス」 （#43 - #48）
- Spark☆Girls 2010 「Dance to the Future」 （#62 - ）